# 위안 (리스트)
《위안》 (독일어: Tröstungen)은 프란츠 리스트의 6개의 피아노 솔로 작품 모음이다. 작곡은 각각 고유한 스타일을 가지고 있는 녹턴  의 음악 스타일을 취한다. 각 곡은 E 장조 또는 D ♭ 장조이다. E 장조는 Liszt가 종교적인 주제로 정기적으로 사용하는 조성이다. 
두 가지 버전이 있다. 첫 번째( S.171a )는 1844년과 1849년 사이에 Liszt가 작곡했으며  G. Henle Verlag 가 1992년에 출판했다. 두 번째( S.172 )는 1849년에서 1850년 사이에 작곡되었으며  Breitkopf &amp; Härtel이 1850년에 출판했으며 친숙한 위로 3번 D♭ 장조로 된 Lento placido 가 포함되어 있다.  

## 위안, S.171a
The Consolations, S.171a는 피아노를 위한 6개의 솔로 작곡으로 구성되어 있다. 
1. Andante con moto (E 장조)
2. Un poco più mosso (E 장조)
3. Lento, quasi recitativo (E 장조 [9] /C-sharp 단조 [10] )
4. 준 아다지오(Quasi Adagio) 칸타빌레 콘 데보치오네(D ♭ 장조)
5. Andantino (E 장조) – "Madrigal"
6. Allegretto (E장조)

1844과 1849 사이에 작곡,  그들은 첫 번째 버전이며, 처음으로 1992 년에 출판되었다. 원고는 바이마르의 괴테 및 쉴러 기록 보관소에 있다.

## 위안, S.172
S.172는 피아노를 위한 6개의 솔로 작곡으로 구성되어 있다. 
1. Andante con moto (E 장조)
2. Un poco più mosso (E 장조)
3. Lento placido (D ♭ 장조)
4. Quasi Adagio (D ♭ 장조)
5. Andantino (E장조)
6. Allegretto semper cantabile (E 장조)

1849년에서 1850년 사이에 작곡된  그것들은 리스트의 두 번째 버전이다. 이 버전은 첫 번째 버전보다 더 잘 알려져 있으며 Breitkopf &amp; Härtel에 의해 라이프치히에서 1850년에 출판되었다. 첫 번째 버전과 비교하여 원래의 세 번째(S.171a/3)은 새로운 곡(Lento placido in D ♭ 장조) 으로 대체되었고 나머지는 단순화되었다.